# DG飞机制造公司
布鲁赫萨尔的DG飞机制造有限责任公司及其前身自1973年以来一直参与飞机特别是滑翔机的制造和销售。 该公司起源于Glaser-Dirks飞机制造有限责任公司，由格哈特·格拉泽尔和威廉·迪尔克斯创立。 公司所在地是布鲁赫萨尔。 现任董事总经理卡尔·弗雷德里希·韦伯和霍尔格·巴克。 该公司股份由卡尔·弗雷德里希·韦伯和埃娃玛丽·韦伯持有。 该公司拥有54名员工（截至2014年）。 自2003年飞机制造商Rolladen Schneider飞机制造公司破产以来，DG-飞机制造公司一直负责运营LS-飞机制造公司的品牌。

## 历史

### Glaser-Dirks公司
威廉·迪尔克斯凭借他在达姆施塔特学术飞行俱乐部的多年工作与飞行经验，设计建造了DG-100 单座滑翔机，它于1974年5月首次飞行。 在1977年又新开发了DG-200 。 
1978年，公司与斯洛文尼亚公司Elan 签订了合作协议 。 自同年起，DG-100 ELAN，DG-300 ELAN和DG-500 ELAN飞机按照协议由ELAN公司，1999年起由其后继公司AMS Flight建造。 这项合作于2004年底结束。 
该公司自1980年生产的部分DG-200C采用了碳纤维增强塑料 。 

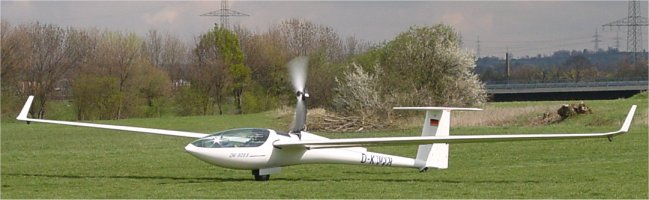
DG-808B 18米级 在自主起飞

1981年， 动力滑翔机DG-400的推出，拓展了公司的产品组合。 飞机上的发动机工况显示和控制单元DEI使技术上经验不足的人也能够操纵动力飞机。 
在接下来的几年中， 公司又开发了 双座的 DG-500和DG-1000以及18米级的DG-600和DG-800 。 所有型号都拥有带发动机的版本。 
由于自主起飞型DG-800A的发动机的供应问题以及由此带来的飞机交付延迟， Glaser-Dirks 飞机制造有限责任公司于1996年春季破产。 

### DG飞机制造
1996年5月，卡尔·弗雷德里希·韦伯和他的妻子埃娃玛丽·韦伯以及格哈特·伍尔夫（短期）作为财务上强大的投资者，一起投资建立了后继公司DG 飞机制造有限责任公司。 韦伯的投资用于DG-800的进一步开发和新飞机双座DG-1000的研发，并在布鲁赫萨尔机场旁新建了现代化的制造厂。 该厂房于2000年12月投入使用。 
同年，新开发的DG-1000S首飞，随后于2004年推出带助推发动机型号。 2010年4月，首次推出双座DG-1001M自主起飞型号。 
2003年，DG 飞机制造公司接管了陷入财务困境的Rolladen Schneider飞机制造公司，并关闭了其在埃格尔斯巴赫的工厂。 不久，Rolladen Schneider破产。 此后DG 飞机制造公司继续生产非常成功的标准级滑翔机 LS8 ，并对其进一步开发。 同时继续研发LS系列的最后型号LS10，并投入量产。 此外，DG飞机制造公司还获得了已停产的LS1 ， LS3和LS9型的后续支持服务业务。 LS4和LS6及其生产设备被斯洛文尼亚的AMS公司一起接管。  然而，AMS公司在2009年放弃滑翔机生产之前，只制造了少量LS4，而LS6更是一架都没生产。 这两种型号的售后支持服务最终再次由DG接管。 同时，两家公司之间延续26年的合作也告结束。 
2009年冬天，卡尔·弗雷德里希·韦伯宣布，为了延续老式DG和LS滑翔机的售后支持服务，机主必须同意与DG飞机制造公司签订收费的保养合同 ，因为之前的售后服务是亏本的。 由于要增加费用，这个行动遭到了航空运动员和俱乐部的抵制。 

### 公司的未来
2003年，卡尔·弗雷德里希·韦伯成立了DG-塑料技术有限责任公司，旨在将其在飞机制造领域的技术应用于其他工业领域。 这个新业务领域的众多项目为公司的销售做出了重大贡献。 同时，与飞机行业结合，塑料技术确保DG飞机未来的生存能力。 
复合材料和工程领域的产品包括： 
- 风力涡轮机
- 轮船螺旋桨
- Medwalls（空中救护和直升机的医疗设备运输工具）
- 高精度电动机护套
- 墙面材料
- Volocopter的复合材料零件[2]

自2014年初该公司拥有了数控铣床 ，以便能够降低原形设计模型加工成本。 

## 链接
- www.dg-flugzeugbau.de- 官方网站DG Flugzeugbau
- Gerhard Marzinzik： （页面存档备份，存于） ，Aerokurier 9/2006